# قورباغه دوریا
قورباغه دوریا (نام علمی: Limnonectes doriae) نام یک گونه از تیره قورباغه‌های زبان‌چنگالی است. این نوع قورباغه در جنوب شرقی آسیا یافت می‌شود.